# Battle Creek, Iowa
Battle Creek är en ort i Ida County i delstaten Iowa, USA.